# مارکوس پاپ
مارکوس پاپ (به آلمانی: Marcus Popp) (زاده ۲۳ سپتامبر ۱۹۸۱ در فلوها) بازیکن والیبال اهل آلمان و عضو سابق تیم ملی والیبال آلمان است.